# Iota Pegasi
Désignations
Iota Pegasi (ι Pegasi / ι Peg) est une étoile binaire de la constellation de Pégase située à environ 40 années-lumière de la Terre.
Iota Pegasi est une binaire spectroscopique. Iota Pegasi A est une étoile jaune-blanche de type spectral FV un peu plus lumineuse que le Soleil. Elle et sa compagne plus faible Iota Pegasi B parcourent leur orbite en environ 10 jours.